# Jamaicas Davis Cup-lag
Jamaicas Davis Cup-lag styrs av Jamaicas tennisförbund och representerar Jamaica i tennisturneringen Davis Cup, tidigare International Lawn Tennis Challenge. Jamaica debuterade i sammanhanget 1988, och spelade semifinal i Amerikazonens Grupp II samma år.